# Charles William Oatley
Charles William Oatley OBE, FRS FREng (Frome (Somerset), 14 de fevereiro de 1904 — 11 de março de 1996) foi um engenheiro elétrico britânico.